# Рётке, Теодор
Теодор Хюбнер Рётке (англ. Theodore Huebner Roethke; 25 мая 1908, Сагино, Мичиган, США — 1 августа 1963, Остров Бейнбридж, штат Вашингтон) — американский поэт.
Родился в семье немецких иммигрантов. Получил образование в Мичиганском университете (1936), получил степень магистра в Гарвардском. В конце 1930-х годов начал преподавать английскую и американскую литературу в различных университетах и колледжах США, завершив свою преподавательскую карьеру в Вашингтонском университете (Сиэтл). Стихи, написанные в 1930-е годы, вошли в книгу «Открытый дом» (англ. Open House, 1941 год). Сборник сразу же получил одобрение критиков и признание публики.
Среди десяти его сборников, три из которых вышли посмертно, наиболее известны книги «Пробуждение» (The Waking: Poems, 1933—1953), за которую поэт был удостоен Пулитцеровской премии (1954), и «„Аз есмь!“ — глаголет Агнец» (I am! Says the Lamb, 1961). Теодор Рётке был удостоен дважды ежегодной Национальной книжной премии за стихи, в 1959 году и посмертно в 1965 году. В 1966 вышел том «Избранного» (Collected Poems).

## Память
В 1995 году в Сиэтле переулок между Седьмой и Восьмой авеню был назван «Roethke Mews» в честь Теодора Рётке.
В 2012 году Теодор Рётке был изображён на почтовой марке США как один из десяти великих американских поэтов XX века.

## Переводы на русский
- Стихи (Перевод с английского Р. Сефа, Ю. Мориц, А. Сергеева) // Современная американская поэзия: Антология. – М.: Прогресс, 1975. – С. 233–243. pdf
- Стихи (Перевод Р. Сефа, Ю. Мориц) // Американская поэзия в русских переводах. XIX—XX вв. / Сост. С. Б. Джимбинов. На англ. яз. с параллельным русск. текстом. – М.: Радуга, 1983. – С. 440–445. pdf